# Chrysidoidea
Chrysidoidea är en överfamilj inom steklarna med cirka 6000 arter som bland annat inkluderar guldsteklarna. De flesta arterna lever som parasitoider eller kleptoparasiter på larver av andra insekter, främst steklar och fjärilar.

## Systematik
Chrysidoidea anses tillhöra de mest ursprungliga gaddsteklarna.
Kladogrammet nedan visar det inbördes släktskapet mellan familjerna i överfamiljen.
```
  
Chrysidoidea

    ├── 
Plumariidae

    └── N.N.
       ├── 
Scolebythidae

       └── N.N.
           ├── N.N.
           │   ├── 
Dvärggaddsteklar
 (Bethylidae)
           │   └── 
Guldsteklar
 (Chrysididae)
           │
           └── N.N.
               ├── 
Sclerogibbidae

               └── N.N.
                   ├── 
Vedstritsteklar
 (Embolemidae)
                   └── 
Stritsäcksteklar
 (Dryinidae)
```